# 天野香寿美
天野 香寿美（あまの かずみ、1977年11月8日 - ）は、日本のフリーアナウンサー。通訳（英語・スペイン語）。元瀬戸内海放送、名古屋テレビアナウンサー。

## 経歴
愛知県豊田市出身。1999年には湘南ひらつか七夕まつりのミス七夕に選ばれている。
東海大学卒業。慶應義塾大学大学院中退後、2000年11月、瀬戸内海放送にアナウンサーとして入社。
2001年9月に瀬戸内海放送を退社し、同年10月、名古屋テレビに転属。
2002年9月、名古屋テレビを退社。退社後はアメリカ、スペインへ留学。帰国後はフリーアナウンサー、通訳として活動している。

## 出演番組

### 名古屋テレビ時代
- 名古屋テレビニュース
- コケコッコー